# Le Percheron
Le Percheron ist ein Traktor, benannt nach einer Rasse schwerer Zugpferde (Percheron).
Die Lanz Bulldogs mit Glühkopfmotor hatten in Frankreich seit Erscheinen des 15/30 einen sehr guten Ruf, so dass der Wunsch laut wurde, den Lanz Bulldog 7506 in Lizenz nachzubauen. Kurz vor Ausbruch des Zweiten Weltkriegs wurde mit dem Bau des Percheron bei der Firma SNCAC in Colombes bei Paris begonnen. Zwischen 1939 und 1943 wurde das Modell T 25 gebaut. 1947 wurde die Produktion nach dem Deutschen Zusammenbruch ohne Lizenzgebühren im Rahmen der Kriegsentschädigung unter dem Namen Le Percheron erneut aufgenommen. Von 1947 bis 1955 wurde der T 25 R gebaut.

## Le Percheron T 25
- Leistung: 25 PS
- Hubraum: 4764 cm3
- Baujahr: 1939 - 1943
- geb. Stückzahl: ca. 200

Auf dem Steigrohr der Schlepper war zu lesen: Le Percheron - Systeme Lanz.

## Le Percheron T 25 R
- Leistung: 25 PS
- Hubraum: 4764 cm3
- Baujahr: 1947 - 1955
- geb. Stückzahl: ca. 3000

Auf dem Steigrohr dieser Schlepper war zu lesen: Le Percheron – SNCAC – Colombes.

## Technische Daten
- Zylinderbohrung: 170 mm
- Hub: 210 mm
- Hubraum: 4764 cm3
- Höchstdrehzahl: 850 1/min
- Leerlaufdrehzahl: 300 1/min
- Inhalt Kühler: 26 Liter
- Inhalt Benzintank: 5 Liter
- Inhalt Dieseltank: 47 Liter
- Inhalt Öltank: 5 Liter
- Höchstleistung: 25 PS
- Dauerleistung: 15 PS
- Geschwindigkeit 1. Gang: 3 km
- Geschwindigkeit 2. Gang: 4 km
- Geschwindigkeit 3. Gang: 5,6 km
- Geschwindigkeit 4. Gang: 7,9 km
- Geschwindigkeit 5. Gang: 10,9 km
- Geschwindigkeit 6. Gang: 15,1 km
- Geschwindigkeit 1. Rückwärtsgang: 4 km
- Geschwindigkeit 2. Rückwärtsgang: 10,9 km
- Bereifung hinten: 12.4 - 28
- Bereifung vorne: 6.50 - 20
- Länge: 2,9 m
- Breite: 1,6 m
- Höhe: 2,05 m
- Gewicht: 2380 kg